# Danilo Kalafatović
Danilo Kalafatović (en serbe cyrillique : Данило Калафатовић), né le 27 octobre 1875 à Konarevo et mort en 1946 à Moosburg an der Isar en Allemagne, est un général qui fut chef d'État-major de l'armée du royaume de Yougoslavie pendant la Seconde Guerre mondiale à la suite de l'invasion de la Yougoslavie, succédant à Dušan Simović. 
À la suite de la défaite du royaume de Yougoslavie, il désigne le ministre des Affaires étrangères Aleksandar Cincar-Marković et le général Radivoje Janković pour signer la reddition inconditionnelle du pays aux puissances de l'Axe.